# Bistum Joliet in Illinois
Das Bistum Joliet in Illinois (lateinisch Dioecesis Joliettensis in Illinois, englisch Diocese of Joliet in Illinois) ist eine in den Vereinigten Staaten gelegene römisch-katholische Diözese mit Sitz in Joliet, Illinois.

## Einzelnachweise

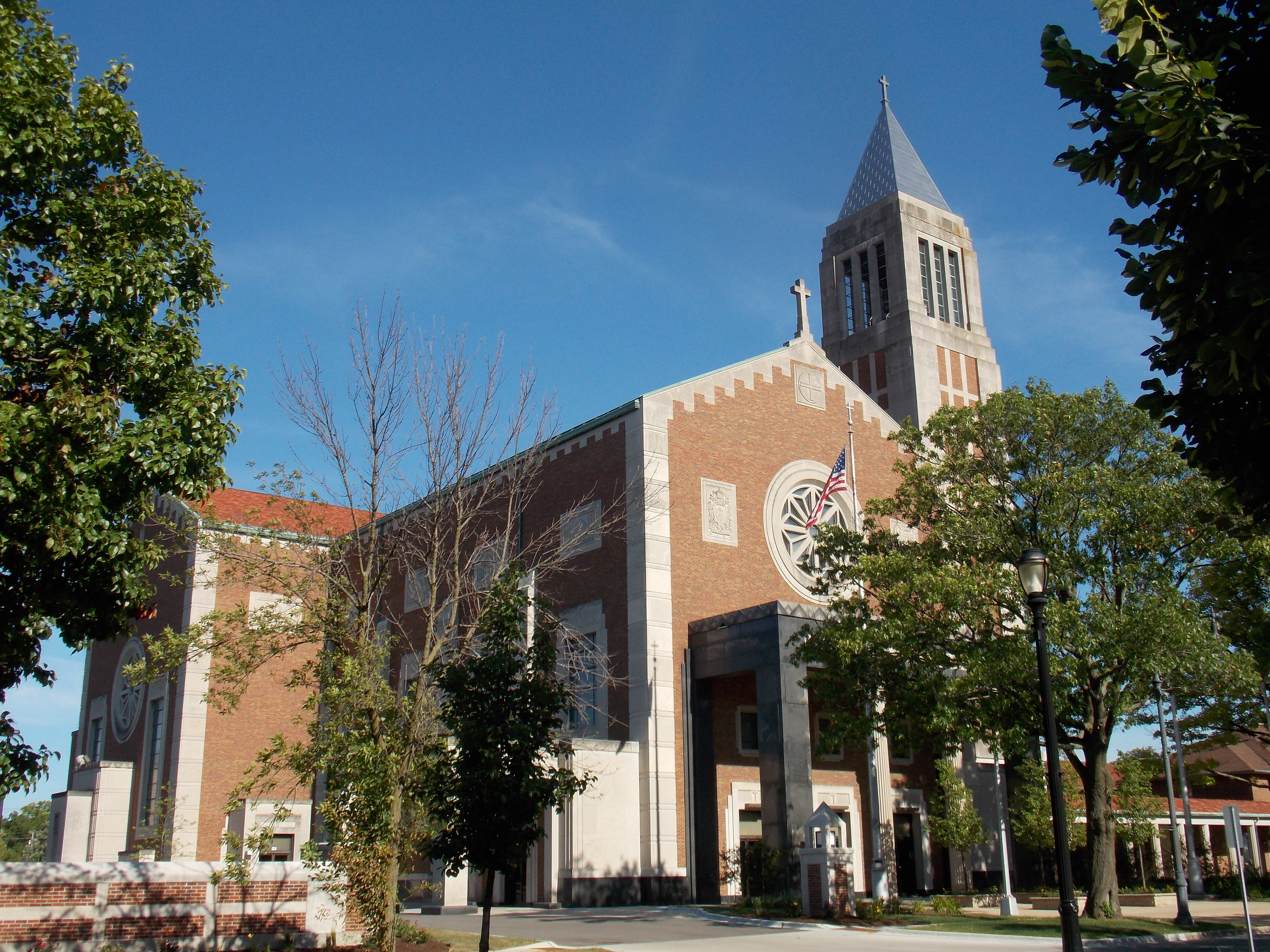
Kathedrale: St. Raymond Nonnatus in Joliet

## Geschichte
Das Bistum Joliet in Illinois wurde am 11. Dezember 1948 durch Papst Pius XII. mit der Apostolischen Konstitution Ecclesiarum circumscriptiones aus Gebietsabtretungen des Erzbistums Chicago sowie der Bistümer Peoria und Rockford errichtet. Es wurde dem Erzbistum Chicago als Suffraganbistum unterstellt.

## Territorium
Das Bistum Joliet in Illinois umfasst die im Bundesstaat Illinois gelegenen Gebiete DuPage County, Kankakee County, Will County, Grundy County, Ford County, Iroquois County und Kendall County.

## Bischöfe von Joliet in Illinois
- Martin Dewey McNamara, 1948–1966
- Romeo Roy Blanchette, 1966–1979
- Joseph Leopold Imesch, 1979–2006
- James Peter Sartain, 2006–2010, dann Erzbischof von Seattle
- Robert Daniel Conlon, 2011–2020
- Ronald Hicks, seit 2020